# أرنولدو خيمينيز
أرنولدو خيمينيز هو هارب ومجرم أمريكي. أضيف اسمه إلى قائمة الهاربين العشرة المطلوبين لمكتب التحقيق الفيدرالي في 8 مايو 2019، وهو مطلوب بتهمة قتل زوجته إستريلا كاريرا في مايو 2012، في اليوم التالي بعد حفل زفافهما، حيث تم العثور على جثتها في حوض استحمام داخل شقتها في بوربانك، إلينوي. كان خيمينز هو الهارب رقم 522 الذي تم إدراجه في قائمة الهاربين العشرة المطلوبين لمكتب التحقيقات الفيدرالي، ويعرض مكتب التحقيقات الفيدرالي مكافأة تصل إلى 250 ألف دولار لمن يدلي بمعلومات تؤدي إلى القبض عليه.

## النشأه والخلفية
ولد خيمينز في 19 فبراير عام 1982، و تزوج أرنولدو خيمينيز وإستريلا كاريرا في 11 مايو 2012 في قاعة مدينة شيكاغو. كان لدى كاريرا طفلان، ابنة في التاسعة من عمرها من علاقة سابقة، وابن يبلغ من العمر عامين من خيمينيز. في ليلة زفافهما، تناول الزوجان العشاء مع العائلة والأصدقاء، ثم توجها إلى ملهى ليلي، حيث غادراه حوالي الساعة الرابعة صباحًا من يوم 12 مايو.

## جريمة القتل
يعتقد مكتب التحقيقات الفيدرالي أنه في طريق العودة إلى المنزل، دخل الزوجان في شجار حاد في سيارة خيمينيز، وهي مازيراتي سوداء 2006 بأربع أبواب. ثم قام خيمينيز بطعن كاريرا عدة مرات بشكل مميت داخل سيارته، وسحب جثتها إلى شقتها. وتخلص من جثة كاريرا في حوض الاستحمام داخل شقتها، حيث كانت لا تزال ترتدي نفس الفستان الفضي الذي كانت ترتديه في حفل زفافها.
كان من المفترض أن تستلم كاريرا أطفالها من أفراد العائلة في 12 مايو، لكنها لم تظهر. ثم قام أفراد عائلتها بالإبلاغ عنها كمفقودة إلى الشرطة. تم العثور على جثتها داخل شقتها في ظهر يوم 13 مايو. حيث أكدت الشرطة أنه لم يكن هناك أي دليل على وجود اقتحام. كما اختفى خيمينيز أيضًا ولم يتم العثور على سيارته. بعد ثلاثة أيام، في 15 مايو، تم توجيه تهمة القتل من الدرجة الأولى إلى خيمينيز وأصدر أمر توقيف من الدولة بحقه. تلاه أمر توقيف فدرالي بعد أن وُجهت له تهمة الهروب غير القانوني لتجنب المحاكمة في 17 مايو.

## التحقيق
بدأ المحققون بتتبع خيمينيز ووجدوا أنه في 12 مايو استخدم هاتفه المحمول في شيكاغو، ثم في جنوب إلينوي. وبعد ذلك، تم استخدامه في ممفيس، تينيسي، ثم في أركنساس. في 13 مايو، أجرى مكالمات من هيوستن ثم من هيدالغو، المكسيك. بعد ذلك، تقول وكالة مكتب التحقيق الفيدرالي إن خيمينيز أصبح شبحًا واختفى تمامًا عن الأنظار.
في سبتمبر 2012، قامت الشرطة باعتقال شقيق أرنولدو خيمينيز، هومبرتو، بتهمة حيازة مخدرات. وأثناء تفتيش ممتلكاته، اكتشفت الشرطة سيارة المازيراتي السوداء الخاصة بأرنولدو في المرآب. تم العثور على دماء داخل السيارة، مما دفع الشرطة إلى استنتاج أن أرنولدو قد قتل كاريرا في سيارته وسحب جثتها إلى حوض الاستحمام داخل شقتها. يعتقد المحققون أن هومبرتو قد قاد أرنولدو إلى المكسيك في سيارته وتركه هناك قبل أن يعود بمفرده إلى الولايات المتحدة. يعتقد مكتب التحقيق الفيدرالي أن أرنولدو مختبئ في ولاية دورانغو المكسيكية، وتحديدًا في منطقة سانتياغو باباسكوارو. وقد يكون أيضًا مختبئًا في مدينة رينوسا، ولاية تاماوليباس، المكسيك.